# John Sinclair (écologiste)
Pour les articles homonymes, voir John Sinclair et Sinclair.
John Sinclair est un militant environnementaliste australien. Il est connu pour son engagement pour la protection de l'Île Fraser contre des projets d'exploitation de sable.

## Biographie
John Sinclair, originaire de Maryborough (Queensland), a fondé dans les années 1970, une association pour la défense des forêts tropicales du Queensland et en particulier de l'Île Fraser, la plus grande île de sable du monde. Il s'est opposé à l'exploitation minière, s'attirant ainsi la vindicte des compagnies et des autorités locales, ce qui lui a valu de perdre son emploi et d'être obligé de quitter sa ville natale. Mais, après 25 ans de lutte, il a réussi à faire admettre l'île Fraser au Patrimoine mondial en 1992.

## Distinction
John Sinclair a été nommé au Palmarès mondial des 500 en 1990 et est l'un des six lauréats 1993 du Prix Goldman de l'Environnement.